# C・H・パターソン
セシル・ホールデン・パターソン（英語: Cecil Holden Patterson、1912年6月22日 - 2006年5月26日）は、アメリカ合衆国の心理学者。  カール・ロジャーズと共に、来談者中心療法を実践した。

## 経歴
1912年6月22日、マサチューセッツ州のリンで生まれた。1938年にシカゴ大学で社会学の学士号を取得し、1955年にミネソタ大学で心理学の博士号を取得した。第二次世界大戦中は陸軍に服務し、1942年にオハイオ州イエロースプリングのフェルズ研究所で出会った栄養学者のフランシス・スパーノと結婚し、7人の子供をもうけた。また、教育心理学とカウンセリングに関する多数の書籍を出版した。